# Högersdorf
Högersdorf là một đô thị ở huyện Segeberg ở bang Schleswig-Holstein, Đức. Đô thị Högersdorf có diện tích 4,94 km², dân số thời điểm ngày 31 tháng 12 năm 2006 là 413 người.